# Lamarchea
Lamarchea là một chi cây bụi trong họ sim Myrtaceae. Nó được mô tả là một cấp chi vào năm 1830. Toàn bộ các loài trong chi này là loài đặc hữu của Úc.

## Các loài
- Lamarchea hakeifolia Gaudich. - Hạt Irwin ở Tây Úc
- Lamarchea sulcata ASGeorge - Tây Úc, Lãnh thổ phía Bắc